# Hrvatski nogometni kup 2011./12.
Hrvatski nogometni kup 2011./12. bio je dvadeset i prvo izdanje Hrvatskog nogometnog kupa. Sudjelovalo je 48 momčadi, a naslov pobjednika je obranio Dinamo iz Zagreba.

## Pretkolo
Igrano 23. i 24. kolovoza 2011.
| Br. | Domaći sastav                | Rezultat       | Gostujući sastav       | Napomene                                      |
| --- | ---------------------------- | -------------- | ---------------------- | --------------------------------------------- |
| 1   | Slatina                      | 2:3            | Podravac Virje         |                                               |
| 2   | Mladost Petrinja             | 3:1            | Novalja                |                                               |
| 3   | Karlovac                     | 4:1            | Dinamo Palovec         |                                               |
| 4   | Belišće                      | 2:2 (2:4 11 m) | Rudeš Zagreb           | Rudeš prošao boljim izvođenjem jedanaesteraca |
| 5   | Strmec Bedenica              | 0:1            | Graničar Laze          |                                               |
| 6   | Vrbovec                      | 2:0            | Moslavina Kutina       |                                               |
| 7   | Krka Lozovac                 | 1:2            | BSK Bijelo Brdo        |                                               |
| 8   | Istra 1961 Pula              | 7:0            | Mladost Ždralovi       |                                               |
| 9   | Rudar Labin                  | 5:1            | Slavija Pleternica     |                                               |
| 10  | Jadran Gunja                 | 4:3            | Zmaj Blato             |                                               |
| 11  | Plitvica Gojanec             | 2:3            | Opatija                | Opatija prošla nakon produžetaka              |
| 12  | Fruškogorac Ilok             | 3:1            | Rudar 47 Donje Ladanje |                                               |
| 13  | Marsonia 1909 Slavonski Brod | 1:2            | Split                  |                                               |
| 14  | Zadar                        | 2:1            | Dugopolje              |                                               |
| 15  | Radnik Sesvete               | 3:0            | Međimurje Čakovec      |                                               |
| 16  | Radoboj                      | 3:0            | Koprivnica             |                                               |

## Šesnaestina završnice
Igrano 15., 20. i 21 rujna.
| Br. | Domaći sastav      | Rezultat       | Gostujući sastav            | Napomene                                         |
| --- | ------------------ | -------------- | --------------------------- | ------------------------------------------------ |
| 1   | Radoboj            | 0:5            | Dinamo Zagreb               |                                                  |
| 2   | Jadran Gunja       | 1:5            | Hajduk Split                |                                                  |
| 3   | Graničar Laze      | 0:4            | Slaven Belupo Koprivnica    |                                                  |
| 4   | Podravac Virje     | 0:0 (2:4 11 m) | Varaždin                    | Varaždin prošao boljim izvođenjem jedanaesteraca |
| 5   | Mladost Petrinja   | 0:7            | Zagreb                      |                                                  |
| 6   | Fruškogorac Ilok   | 1:3            | Cibalia Vinkovci            |                                                  |
| 7   | Radnik Sesvete     | 2:0            | Šibenik                     |                                                  |
| 8   | BSK Bijelo Brdo    | 1:2            | Rijeka                      |                                                  |
| 9   | Vrbovec            | 0:1            | Inter Zaprešić              |                                                  |
| 10  | Opatija            | 0:1            | Osijek                      |                                                  |
| 11  | Rudeš Zagreb       | 2:1            | Pomorac Kostrena            |                                                  |
| 12  | Split              | 5:0            | Segesta Sisak               |                                                  |
| 13  | Rudar Labin        | 0:1            | Istra 1961 Pula             |                                                  |
| 14  | Vinogradar Mladina | 1:0            | Konavljanin Čilipi          |                                                  |
| 15  | Zadar              | 1:1 (8:9 11 m) | Karlovac                    | Karlovac prošao boljim izvođenjem jedanaesteraca |
| 16  | HAŠK Zagreb        | 2:1            | Hrvatski dragovoljac Zagreb |                                                  |

## Osmina završnice
Utakmice igrane 25. i 26. listopada 2011.
| Br. | Domaći sastav      | Rezultat | Gostujući sastav         | Napomene                            |
| --- | ------------------ | -------- | ------------------------ | ----------------------------------- |
| 1   | HAŠK Zagreb        | 0:4      | Dinamo Zagreb            |                                     |
| 2   | Hajduk Split       | 3:2      | Karlovac                 |                                     |
| 3   | Vinogradar Mladina | 2:1      | Slaven Belupo Koprivnica |                                     |
| 4   | Varaždin           | 0:1      | Istra 1961 Pula          | Istra 1961 prošla nakon produžetaka |
| 5   | Zagreb             | 2:1      | Split                    |                                     |
| 6   | Rudeš Zagreb       | 0:1      | Cibalia Vinkovci         |                                     |
| 7   | Osijek             | 2:1      | Radnik Sesvete           |                                     |
| 8   | Rijeka             | 1:0      | Inter Zaprešić           |                                     |

## Četvrtzavršnica
Prve utakmice igrane 22. i 23. studenog 2011., a uzvrati 30. studenog 2011. Utakmice između Dinama i Istre 1961 igrane 18. veljače i 7. ožujka 2012.
| Momčad#1         | Ukupno    | Momčad#2           | 1. ut m#1:m#2 | 2. ut m#1:m#2  | Napomene                                       |
| ---------------- | --------- | ------------------ | ------------- | -------------- | ---------------------------------------------- |
| Hajduk Split     | 5:6 (pen) | Zagreb             | 1:0           | 0:1 (4:5 11 m) | Zagreb prošao boljim izvođenjem jedanaesteraca |
| Dinamo Zagreb    | 6:5 (pen) | Istra 1961 Pula    | 1:1           | 1:1 (4:3 11 m) | Dinamo prošao boljim izvođenjem jedanaesteraca |
| Rijeka           | 1:4       | Osijek             | 1:2           | 0:2            |                                                |
| Cibalia Vinkovci | 3:2       | Vinogradar Mladina | 2:1           | 1:1            |                                                |

## Poluzavršnica
Prve utakmice igrane 3. i 4. travnja 2012., a uzvrati 17. i 18. travnja 2012.
| Momčad#1      | Ukupno | Momčad#2         | 1. ut m#1:m#2 | 2. ut m#1:m#2 | Napomene |
| ------------- | ------ | ---------------- | ------------- | ------------- | -------- |
| Osijek        | 4:2    | Cibalia Vinkovci | 3:0           | 1:2           |          |
| Dinamo Zagreb | 3:2    | Zagreb           | 1:1           | 2:1           |          |

## Završnica
Igrano 2. i 9. svibnja 2012. 
| Momčad#1 | Ukupno | Momčad#2      | 1. ut m#1:m#2 | 2. ut m#1:m#2 | Napomene                                   |
| -------- | ------ | ------------- | ------------- | ------------- | ------------------------------------------ |
| Osijek   | 1:3    | Dinamo Zagreb | 0:0           | 1:3           | Dinamo pobjednik Hrvatskog nogometnog kupa |

## Poveznice
- MAXtv 1. HNL 2011./12.
- 2. HNL 2011./12.
- 3. HNL 2011./12.
- 4. rang HNL-a 2011./12.
- 5. rang HNL-a 2011./12.
- 6. rang HNL-a 2011./12.
- 7. rang HNL-a 2011./12.